# جين أكياما
جين أكياما (باليابانية: 秋山仁؛ بالكانا: あきやま じん) هو رياضياتي ياباني، ولد في 12 أكتوبر 1946 في موساشينو في اليابان.